# 伊吹秀明
伊吹 秀明（いぶき ひであき、1961年 - ）は、北海道富良野市出身の著作家。

## 略歴
SFファンジン「パラドックス」に参加。大出秀明名義で1987年から編集人となり、企画ごとに書き手をつのるオープン制ファンジンとする。1989年、特集「幻想の透視図」が第8回SFファンジン大賞の候補となる。1990年、特集「スペースオペラ」が第9回SFファンジン大賞およびアート部門を受賞。1994年、特集「サイエンス・フィクション」「アイデア・フェテシズム」が第13回SFファンジン大賞受賞、別冊「ヴィジョンズ・オブ・ユニバース」が同賞アート部門を受賞。1998年、「特集ネコSF」が、第17回SFファンジン大賞・評論部門を受賞。
同誌からは岡本賢一、日高トモキチ、木川明彦、藤川純一らが輩出した。
スタジオ・ハード勤務時、1986年から大出光貴名義で双葉社の冒険ゲームブックシリーズにて『グラディウス 未知との戦い』『ルパン三世 灼熱の監獄島』『桃太郎伝説』『桃太郎電鉄』『ファンタシースター』『ファンタシースターII 還らざる時の終わりに』等、1992年にケイブンシャの大百科にて甲竜伝説ヴィルガストの短篇小説などを執筆する。
退社後は1993年から伊吹秀明名義で架空戦記、SF、ライトノベルなどの小説単行本を上梓。「歴史群像」「別冊宝島」「ミリタリー・クラシックス」「MC☆あくしず」などの雑誌やムックでも執筆活動を行っている。

## 著作

### ゲームブック
※大出光貴名義で執筆。
- グラディウス 未知との戦い（1986年、双葉社）※大出秀明名義でデビュー、吉川剛史、飯野文彦との共著。
- 鉄人28号 東京原爆作戦（1986年、光文社）※制作のみ担当。
- ディーヴァ　女戦士ミリスの挑戦（1987年、ケイブンシャ）※草野直樹との共著、刀堂光貴名義。
- ルパン三世 灼熱の監獄島（1987年、双葉社）※上原尚子との共著。
- デビルマン 誕生編（1987年、講談社）※スタジオ・ハード名義。
- 沙羅曼蛇 ラティス救出作戦（1987年、ケイブンシャ）※樋口明雄との共筆。
- メタルギア（1988年、コナミ出版）※一本橋わたる名義、望月雄太郎、日高誠之との共著。
- イース 戦慄の魔塔（1988年、双葉社）※塩田信之との共著。
- 魂斗羅（1988年、コナミ出版）※一本橋わたる名義、上原尚子、水木令子との共著。
- トキメキハイスクール 恋の学園祭大作戦（1988年、双葉社）※塩田信之との共著。
- 貝獣物語 シェルドラド伝説（1988年、双葉社）※樋口明雄との共著。
- 忍者乱丸の大冒険 土グモ党野望編（1989年、双葉社）
- 遊遊記 ゴクウよ天竺を目指せ!（1990年、双葉社）※橋爪啓との共著。
- ウルティマVol.2 聖者への道（1990年、双葉社）※巻末の解説部分を執筆。
- 桃太郎シリーズ（1987年～1990年、双葉社）
  - 桃太郎伝説 愛と勇気のオニ退治 ※竹田明との共著。
  - 桃太郎電鉄 めざせ大社長 ※橋爪啓との共著。
  - 桃太郎電光石火 00モモ危機一髪　※橋爪啓との共著。
  - 桃太郎伝説スペシャル 雪の女王に挑戦!
  - 桃太郎活劇 エンマ大王の逆襲
  - 桃太郎伝説II 地獄王現る!
- ファンタシースターシリーズ（1989年、双葉社）
  - ファンタシースター アリサの冒険
  - ファンタシースターII 還らざる時の終わりに ※橋爪啓との共著。

### 小説作品
- 『ルパン三世 星を盗む男』　アクションノベルシリーズ 双葉文庫
  - 山口宏との共著。
- 『氷山空母を撃沈せよ!』 徳間ノベルズ、徳間文庫
- 『帝国大海戦』 歴史群像新書
- 『帝国戦記』（短編集） 歴史群像新書
- 『邀撃マリアナ海戦』 中公Cノベルズ
- 『スター・パニック』 ワニノベルズ
  - 改稿・改題版『零式スターパニック』 ファミ通文庫
- 『シャーロック・ホームズの決闘』 幻冬舎
- 『星方遊撃隊エンジェル・リンクス』 富士見ファンタジア文庫
  - アニメ「星方天使エンジェルリンクス」のストーリー原案
- 『出撃っ! 猫耳戦車隊』 ファミ通文庫
- 『出撃っ!猫耳戦車隊〈新装版〉』 イカロス出版
- 『猫耳戦車隊、西へ』 ファミ通文庫
- 『第二次宇宙戦争』 ワニノベルズ
- 『黄金の血脈』 富士見ミステリー文庫
- 『マーズアタック・ガール!』 富士見ファンタジア文庫
- 『溟海の鋼鉄葬』 歴史群像新書
- 『異説ミッドウェー』 歴史群像新書
- 『天空魔弾』 歴史群像新書
- 『舞-HiME★DISTINY〜龍の巫女〜』（原作 矢立肇） HJ文庫
  - CDドラマや「キャラの!」掲載のコミック（作画「目黒三吉」）の脚本も担当。
- 『トルネード!』 HJ文庫
- 『水平線まで何マイル? 双つの翼』（原作 ABHAR） HJ文庫

## 編集
- 『SFスナイパー『パラドックス』SF傑作選』ミリオン出版、1998年3月10日　大出英明名義で編集。伊吹名義の作品も収録。